# ناپدید شدن هاروهی سوزومیا
ناپدید شدن هاروهی سوزومیا (به انگلیسی: The Disappearance of Haruhi Suzumiya) یک فیلم درام پویانمایی ژاپنی محصول ۲۰۱۰ است که بر اساس چهارمین لایت ناول هاروهی سوزومیا نوشته ناگارو تانیگاوا ساخته شده‌است. این انیمیشن توسط استودیو کیوتو انیمیشن، به نویسندگی فوهیمی کوشیو و کارگردانی تاکسویو شیهارو و یاسوهیرو تاکاهیتو ساخته شده‌است. در ۶ فوریه ۲۰۱۰ در سینماهای ژاپن اکران شد و در ۱۸ دسامبر ۲۰۱۰ در دی‌وی‌دی و دیسک بلوری عرضه شد. این فیلم توسط بندای ویژوال در آمریکای شمالی و مانگا انترتینمنت در بریتانیا منتشر شد. این فیلم با مدت زمان ۱۶۲ دقیقه، رتبه دوم طولانی‌ترین انیمیشن در زمان اکران خود بود (تنها از فیلم Final Yamato پیشی گرفت و نسخه فیلم ۷۰ میلی‌متری آن تنها یک دقیقه بیشتر بود).

## داستان کامل
در ادامه وقایع مجموعه تلویزیونی هاروهی سوزومیا، داستان در ماه دسامبر جریان دارد. تشکیلات SOS به رهبری هاروهی سوزومیا برنامه‌ریزی می‌کند تا جشنی برای کریسمس برگزار کند. با این حال، در صبح روز ۱۸ دسامبر، کیون به مدرسه می‌رسد و متوجه می‌شود که دنیا تغییر یافته‌است. هاروهی و ایتسوکی کویزومی گم شده‌اند، ریوکو آساکورا به طرز مرموزی بازگشته است، میکورو آساهینا او را نمی‌شناسد و یوکی ناگاتو یک انسان معمولی است. فقط کیون می‌داند که همه چیز متفاوت است و هیچ‌کس دیگری هاروهی یا تشکیلات SOS را به یاد نمی‌آورد.
کیون با جستجو در اتاق باشگاه تشیکلات SOS، یک نشانه را پیدا می‌کند که ناگاتو قبل از تغییر همه چیز به جا گذاشته‌است. یادداشت داخل نشانه به او می‌گوید که «کلیدها» را برای اجرای یک برنامه جمع‌آوری کند. او که نمی‌داند معنای پیام چیست، دعوت به شام از طرف ناگاتو را می‌پذیرد، ناگاتو می‌خواست در شام، علاقه خود را به کیون نشان می‌دهد، زیرا در آن دنیا، کیون به او کمک کرد تا یک کارت کتابخانه دریافت کند. آساکورا برای آنها شام آماده می‌کند و به کیون هشدار می‌دهد که مراقب احساسات ناگاتو باشد.
در ۲۰ دسامبر، کیون از طریق تانیگوچی متوجه می‌شود که هاروهی هنوز وجود دارد و فقط به دبیرستان دیگری رفته‌است. کیون با فاش کردن هویت خود به عنوان «جان اسمیت»، نام مستعاری که در زمان سفر به گذشته برای کمک به هاروهی جوان استفاده کرد، هاروهی را متقاعد می‌کند. هاروحی که از مفهوم تشکیلات SOS هیجان زده شده، اعضای باشگاه را جمع می‌کند و آنها را به اتاق باشگاه می‌آورد. تمام آن افراد «کلیدهای» مورد نیاز برای برنامه ناگاتو هستند.
کیون این برنامه را فعال می‌کند که او را در زمان به تاناباتا سه سال پیش می‌فرستد. میکورو بالغ با او ملاقات می‌کند و او را به ناگاتو گذشته می‌برد که می‌گوید در ساعات اولیه ۱۸ دسامبر، ناگاتو قدرت هاروهی را از او دزدید و از آن‌ها برای تغییر جهان استفاده کرد تا هیچ موجود یا قدرت ماوراء الطبیعه‌ای وجود نداشته باشد. ناگاتو اعمال خود را به انباشتگی از خطاها نسبت می‌دهد ولی کیون آن را خسته شدن از نظارت بر رفتار هاروهی و محافظت از کیون تعبیر می‌کند. این که چرا خاطرات کیون تحت تأثیر این تغییر قرار نگرفت، برای بیننده سؤال باقی مانده تا حدس بزند. ناگاتو به کیون یک اسلحه مخصوص می‌دهد که بلافاصله پس از تغییر ناگاتو باید به سمت او شلیک کند. با سفر به ۱۸ دسامبر، آنها ناگاتو را پیدا می‌کنند. کیون در مورد انتخاب خود برای بازگرداندن دنیا فکر می‌کند و به این نتیجه می‌رسد که از بودن با هاروهی سوزومیا و تشکیلات SOS لذت می‌برد و فکر می‌کند جهان با موجودات ماوراء الطبیعه آن، جالب تر و سرگرم‌کننده تر است. او سعی می‌کند اسلحه را به سمت ناگاتو شلیک کند اما توسط ریوکو، که ناگاتو او را به عنوان محافظ شخصی خود تغییر داده و کیون را تهدیدی برای او می‌داند، مورد ضربات چاقو قرار می‌گیرد.
او توسط دوستان آینده ناگاتو، میکورو و خودش نجات می‌یابد و در ۲۱ دسامبر در بیمارستانی از خواب بیدار می‌شود. جهان به حالت عادی بازگشته است، اما کیون از زمان سقوط از پله‌ها در ۱۸ دسامبر در کما بوده‌است. ناگاتو به کیون اشاره می‌کند که نهاد فکری یکپارچه سازی داده‌ها در نظر دارد او را از اخراج کند، زیرا ادامه انباشت خطاها اجتناب ناپذیر است و احتمالاً منجر به خرابکاری خواهد شد. در مقابل کیون به او می‌گوید که اگر آنها ناگاتو را اخراج کنند، به هاروهی می‌گوید که جان اسمیت است و از او می خواد تا موجودات فضایی وجود نداشته باشند. با فرا رسیدن ۲۴ دسامبر، کیون بازگشت به زمان را به تعویق می‌اندازد تا خود را از دست آساکورا نجات دهد و در جشن کریسمس شرکت می‌کند.